# Boarmia atactopa
Boarmia atactopa är en fjärilsart som beskrevs av Turner 1947. Boarmia atactopa ingår i släktet Boarmia och familjen mätare. Inga underarter finns listade i Catalogue of Life.